# جيمي كاميرون
جيمي كاميرون (22 يونيو 1923 بكينغستون في جامايكا - 10 يونيو 1994) (بالإنجليزية: Jimmy Cameron)‏ هو لاعب كريكت جامايكي. شارك مع منتخب الهند الغربية للكريكت.

## وصلات خارجية
- جيمي كاميرون على موقع إي آس بي آن كريك إنفو (الإنجليزية)